# Joanna Wołoszyk
Joanna Wołoszyk (født 19. januar 1995 i Stzum, Polen) er en kvindelig polsk håndboldspiller, som spiller for Kastamonu Belediyesi GSK og Polens kvindehåndboldlandshold.